# Messier 12
Messier 12 (také M12 nebo NGC 6218) je kulová hvězdokupa v souhvězdí Hadonoše s magnitudou 6,7 a zdánlivým průměrem 16'. Objevil ji Charles Messier 30. května 1764. Od Země je vzdálena 15 700 světelných let.

## Pozorování

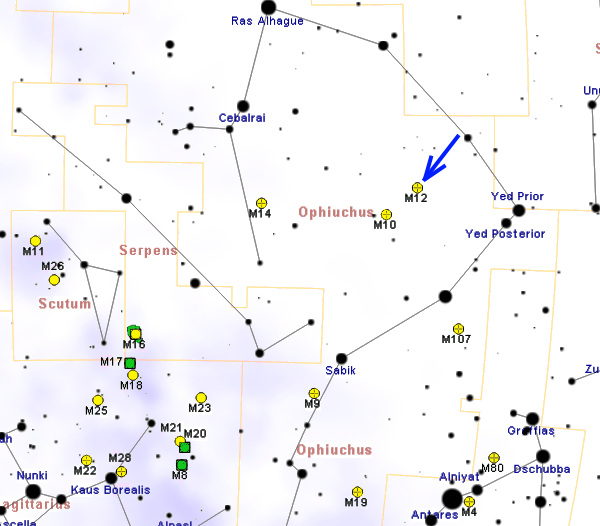
Poloha M 12 v souhvězdí Hadonoše.

Vyhledání hvězdokupy je poněkud obtížnější, protože leží osamocená daleko od jasných hvězd. K jejímu nalezení je výhodné začít u sousední jasnější hvězdokupy Messier 10, od které M12 leží 3° severozápadně. Hvězdokupa je snadno viditelná i triedrem, ve kterém vypadá jako mléčná skvrna. Při použití dalekohledů o průměru 150 mm a větším se hvězdokupa začíná rozkládat na jednotlivé hvězdy a má tedy zrnitý vzhled. Dalekohled o průměru 200 až 250 mm ji ukáže ještě lépe.
Poblíž se nachází další kulové hvězdokupy, například 3° jihovýchodně leží Messier 10 a 12° jihozápadně Messier 107.
Hvězdokupa je snadno pozorovatelná ze všech obydlených oblastí Země, protože leží velmi blízko nebeského rovníku. Je tedy jedno, z jaké zemské polokoule je sledována a o její výšce nad obzorem rozhoduje zejména deklinace místa pozorování, ať už je na severní nebo jižní polokouli. Na severní polokouli je to objekt letní oblohy, zatímco na jižní polokouli je to výrazný objekt zimní oblohy. Nejvhodnější období pro její pozorování na večerní obloze je od května do září.

## Historie pozorování
Hvězdokupu objevil Charles Messier 30. května 1764 a popsal ji jako mlhovinu bez hvězd. Až William Herschel v roce 1783 poznal, že M 12 je kulová hvězdokupa.

## Vlastnosti
M12 je od Země vzdálena 15 700 světelných let, takže její úhlová velikost 16' odpovídá skutečnému průměru 75 světelných let.
M12 je málo zhuštěná kulová hvězdokupa 9. stupně podle Shapleyho–Sawyerové klasifikace. Kdysi byla dokonce považována za velmi zhuštěnou otevřenou hvězdokupu (jako například M11). Její nejjasnější hvězdy jsou 12. magnitudy a bylo v ní nalezeno 13 proměnných hvězd. Ke Slunci se blíží rychlostí 41 km/s.